# Psyllaephagus populi
Psyllaephagus populi är en stekelart som beskrevs av Trjapitzin 1964. Psyllaephagus populi ingår i släktet Psyllaephagus och familjen sköldlussteklar.
Artens utbredningsområde är:
- Kazakstan.
- Mongoliet.
- Turkmenistan.

Inga underarter finns listade i Catalogue of Life.